# Џил Маршал
Џил Маршал је британски писац. Она је емигрирала је на Нови Зеланд 2003. године, али се вратила у Енглеску у децембру 2012. године. Њен рад укључују Џејн плавушу и главу серија дечјих романа, као и неколико романа "за жене".

## Биографија
Џил Маршал је добила степен магистра историје од Универзитета Кембриџа у 1987. години. Радила је у трговини и у области људских ресурса за велике телекомуникационе компаније 14 година. Онда је баталила свој посао, да настави мастер студије у писаној форми за децу на Винчестерском Универзитету, које је завршила 2002. године.
Џил Маршал је емигрирала из Велике Британије на Нови Зеланд 2003. године, где је водила сервис за процену рукописа који се звао "Напишите добру ствар".
У 2011. години, Маршал је објавила и промовисала сликовницу коврџава Ширли: Крајстчерч пас са циљем да прикупи средства за Црвени крст Новог Зеланда у 2011 Крајстчерч земљотреса, , после чега долази до формирања њене издавачке компаније "Pear Jam Books". .После тих напора новозеландски часпоис Next је именује за жену 2011. године у области културе и уметности и за допринос у развоју локалне књижевне сцене. Међутим, средином 2013. године утврђено је да је Црвени Крст никада није добио никакве новчане донације од Маршал или "Pear Jam Books"-а, без обзира на хиљаде долара прихода од продаје књига, који су јој били уплаћени за изричите потребе донација за последице земљотреса.
Маршал је напустила Нови Зеланд и вратила се у Велику Британију у децембру 2012. године, остављајући "Pear Jam Books" са дуговима од више хиљада долара и бројним неиспуњеним издавачким уговорима са локалним ауторима. Тренутно је под истрагом власти у Новом Зеланду због кршења ауторских права.
Има једну ћерку по имену Кети.

### Дечије књиге

#### Џејн Плавуша
- Џејн Блонд: Сензационална шпијунеса (2006)
- Џејн Блонд: Шпијуни Невоље (2006)
- Џејн блонд: Двострука шпијунеса (2007)
- Џејн блонд: Шпијунеса на леду (2007)
- Џејн Блонд: Златна шпијунеса (2008)
- Џејн блонд: Шпијун на небу (2008)
- Џејн Блонд: Савршена шпијунеса (2008)
- Џејн блонд: Шпијунеса заувек (2009)

#### Главу
- Главу (2009) – такође је објављено као Џек пре нове ере и проклетство Анубис
- Главу Гризе (2010)

#### Други
- Каве-Тина Стенаа (2009) – сликовница
- Матилда бибер: прекидач (2013) – такође је објављено као Матилда бибер: Мэнский

### Романи за одрасле
- Две Мис Парсонс (2008)
- Како То Телику (2009)
- Најлепши мушкарац на свету (2010)
- Fanmail (2015)
- Ананас (2015)